# ديون ريتشموند
ديون ريتشموند (بالإنجليزية: Deon Richmond)‏ هو ممثل أمريكي، ولد في 2 أبريل 1978 في نيويورك في الولايات المتحدة.

## أعمال

### أفلام
- (2000) صرخة 3[4]
- (2006) فأس

## وصلات خارجية
- ديون ريتشموند على موقع IMDb (الإنجليزية)
- ديون ريتشموند على موقع ألو سيني (الفرنسية)
- ديون ريتشموند على موقع أول موفي (الإنجليزية)
- ديون ريتشموند على موقع قاعدة بيانات الأفلام السويدية (السويدية)
- ديون ريتشموند على موقع إن إن دي بي (الإنجليزية)
- ديون ريتشموند على موقع قاعدة بيانات الفيلم (الإنجليزية)
- ديون ريتشموند على موقع كينوبويسك (الروسية)